# Halcyon Studios
Halcyon Studios, LLC. , precedentemente nota come Sonar Entertainment, RHI Entertainment, Hallmark Entertainment, Qintex Entertainment, HRI Group e Robert Halmi Inc., è una società statunitense specializzata nella produzione e distribuzione di programmi televisivi, parte del gruppo Chicken Soup for the Soul Entertainment. È stata fondata nel 1979 da Robert Halmi Jr. e Robert Halmi Sr. (1924–2014) come Robert Halmi, Inc. L'azienda utilizza il modello direct-to-series per le serie TV.

## Storia
La Robert Halmi Inc. è stata fondata nel 1979 da Robert Halmi Sr. Nel luglio 1986, Robert Halmi Jr. è subentrato come presidente e direttore operativo a Halmi Sr., che è diventato presidente e amministratore delegato della società.
Dal 1985 al 1988, la RHI iniziò una lenta acquisizione degli Hal Roach Studios, che diede alla società i diritti nordamericani sulla maggior parte dei film e cortometraggi di Stanlio e Ollio, l'home entertainment e i diritti cinematografici sulla parte dei cortometraggi della serie Simpatiche canaglie che non erano stati trattenuti dalla MGM e dalla maggior parte dei film di Hal Roach Studios. Robert Halmi Inc. è stata poi ribattezzata HRI Group.
Non molto tempo dopo, il gruppo HRI è stato rilevato dalla società australiana di servizi finanziari Qintex (entrato nel consiglio di amministrazione di RHI quando è stata completata la fusione con HRS) e ribattezzato Qintex Entertainment. Tuttavia, Qintex arrivò rapidamente sull'orlo del collasso finanziario, con il fallimento della sua offerta per le attività di MGM / UA Entertainment Co., ed entrò in bancarotta ai sensi del capitolo 11 nel novembre 1989; le loro operazioni americane in precedenza non erano riuscite a fornire pagamenti tempestivi a MCA Television (con cui Qintex aveva collaborato per distribuire The New Leave It to Beaver) il mese prima. Nel 1990, Halmi ha riacquistato le attività di Qintex Entertainment per 40 milioni di dollari.
Nel 1990, lo studio cinematografico indipendente New Line Cinema ha acquisito una quota del 52% nello studio, che è stato ribattezzato RHI Entertainment; per un certo periodo, le produzioni RHI e i film della New Line furono distribuiti alle stazioni televisive sotto l'insegna New Line Television Distribution.
Nel 1992 RHI Entertainment stipulò un accordo con Cabin Fever Entertainment per distribuire il suo catalogo in home video.
Hallmark Cards accettò di acquistare RHI nell'aprile 1994. All'epoca RHI disponeva di una cineteca di oltre 1.800 ore. La Hallmark Entertainment fu quindi costituita e RHI e Signboard Hill Productions, un'altra filiale di Hallmark Cards, divennero filiali. Hallmark vendette il catalogo Filmation e i suoi diritti a Entertainment Rights nel marzo 2004.
Nel dicembre 2005, Hallmark Cards vendette Hallmark Entertainment a un gruppo di investitori guidato da Robert Halmi Jr., e fu ribattezzata RHI Entertainment.
Il 10 dicembre 2010, RHI ha presentato istanza di fallimento secondo il Capitolo 11 . La società è uscita dalla bancarotta il 29 marzo 2011.
Nel marzo 2012, la società è stata ribattezzata Sonar Entertainment. Il cambio di nome deriva dall'uscita degli Halmi dall'azienda.
Il 9 aprile 2021, Chicken Soup for the Soul Entertainment ha firmato un accordo definitivo per acquisire le risorse di Sonar, che attualmente include la maggior parte del catalogo Hal Roach Studios e altro materiale precedentemente pubblicato e/o prodotto dalle società precedenti Qintex, RHI, Cabin Fever e Hallmark.
Il 3 maggio 2021, CSS ha annunciato che avrebbe lanciato Halcyon Television, uno studio televisivo.

## Opere notevoli
Come Qintex Entertainment, la società ha coprodotto la miniserie Lonesome Dove per la CBS.
A dicembre 2017, le serie di Sonar Entertainment in onda, in produzione o in programma per iniziare la produzione includevano Mr. Mercedes, scritto da David E. Kelley, basato sul romanzo di Stephen King, con Audience Network per DIRECTV e AT&T U-Verse ; le stagioni 1 e 2 di The Son, con Pierce Brosnan per AMC; le stagioni 1 e 2 di The Shannara Chronicles, per Spike e Das Boot, una serie in otto parti basata sul film, per Sky.